# Friends (Justin Bieber & BloodPop)
Friends is een nummer van de Canadese zanger Justin Bieber en de Amerikaanse producer BloodPop uit 2017.
Het nummer was Biebers eerste eigen single sinds Company, dat een jaar eerder uitkwam. "Friends" gaat over een op de klippen gelopen relatie. Zangeres Julia Michaels heeft aan het nummer meegeschreven. Het nummer werd een wereldwijde hit, met een 4e positie in Biebers thuisland Canada en een 20e positie in de Amerikaanse Billboard Hot 100. In de Nederlandse Top 40 bereikte het de 6e positie, en in de Vlaamse Ultratop 50 de 15e.